# Peștișani
Peștișani is een Roemeense gemeente in het district Gorj.
Peștișani telt 3841 inwoners. Tevens is Peștișani ook de geboorteplaats van de expressionistische beeldhouwer Brâncuși.